# Newport (Pensilvania)
Newport es un borough ubicado en el condado de Perry en el estado estadounidense de Pensilvania. En el año 2000 tenía una población de 1.506 habitantes y una densidad poblacional de 1.762 personas por km².

## Geografía
Newport se encuentra ubicado en las coordenadas 40°28′42″N 77°08′02″O / 40.47833, -77.13389.

## Demografía
Según la Oficina del Censo en 2000 los ingresos medios por hogar en la localidad eran de $31,594 y los ingresos medios por familia eran $39,545. Los hombres tenían unos ingresos medios de $31,413 frente a los $22,344 para las mujeres. La renta per cápita para la localidad era de $16,818. Alrededor del 10% de la población estaba por debajo del umbral de pobreza.